# ژروم کارکوپینو
ژروم کارکوپینو (به فرانسوی: Jérôme Carcopino) مورخ قرن نوزدهم میلادی اهل فرانسه بود.